# Indický národní kalendář
Indický národní kalendář (někdy nazývaný éra Šaka) je oficiálním občanským kalendářem používaným v Indii.[zdroj?] Roky se v něm počítají podle éry Šaka, která je používaná i ostatními indickými kalendáři. Kalendář byl zaveden Komisí pro reformu kalendáře (Calendar Reform Committee) v roce 1957. Oficiální začal být požíván prvního dne měsíce čaitra roku 1879 éry Šaka, dle gregoriánského kalendáře 22. března 1957.
Termín „indický národní kalendář“ je někdy používán i pro hinduistický kalendář.

## Přehled měsíců
|    | Měsíc                   | Přepis                 | Dévanagarí      | Délka | Počáteční den (gregoriánský kal.) |
| 1  | Čaitra                  | caitra                 | चैत्र             | 30/31 | 22. března*                       |
| 2  | Vaišákh                 | vaiśākh                | वैशाख             | 31    | 21. dubna                         |
| 3  | Džjéšth                 | jyeṣṭh                 | ज्येष्ठ            | 31    | 22. května                        |
| 4  | Ásárh / Ášádh           | āsāḍh / āṣāḍh          | आसाढ़ / आषाढ       | 31    | 22. června                        |
| 5  | Šrávana                 | śrāvaṇ                 | श्रावण            | 31    | 23. července                      |
| 6  | Bhádrapad               | bhādrapad              | भाद्रपद           | 31    | 23. srpna                         |
| 7  | Ášvin                   | āśvin                  | आश्विन            | 30    | 23. září                          |
| 8  | Kártik                  | kārtik                 | कार्तिक            | 30    | 23. října                         |
| 9  | Márgašírša (Agrahajana) | mārgaśīrṣa , agrahāyaṇ | मार्गशीर्ष , अग्रहायण | 30    | 22. listopadu                     |
| 10 | Pauš                    | pauṣ                   | पौष              | 30    | 22. prosince                      |
| 11 | Mágh                    | māgh                   | माघ              | 30    | 21. ledna                         |
| 12 | Phálgun                 | phālgun                | फाल्गुन            | 30    | 20. února                         |

V přestupném roce měsíc čaitra má 31 dní a začíná už 21. března. Všechny měsíce v první polovině roku mají 31 dní, aby se vyrovnal pomalejší pohyb slunce po ekliptice v tomto období.
Názvy měsíců jsou odvozeny ze staršího hinduistického lunisolárního kalendáře. Stále přetrvávají rozdíly ve výslovnosti a může proto dojít k nejistotě, kterému měsíci určité datum patří.
Rozdělení měsíců odpovídá přibližně západnímu astrologickému kalendáři, který také začíná po jarní rovnodennosti znamením Berana (indický měsíc čaitra).
Roky se počítají podle éry Šaka, která začala v roce 0, který byl rokem 78 podle křesťanské éry. Přestupný rok se určí tak, že se k příslušnému roku přičte 78 a je-li výsledkem přestupný rok podle gregoriánského kalendáře, je i daný rok indického kalendáře přestupný.